# 泉村 (愛媛県)
泉村（いずみむら）は、1955年（昭和30年）まで愛媛県北宇和郡にあった村。
昭和の大合併で広見町となり、地方自治体としての歴史は閉じた。さらに後平成の大合併で鬼北町となり、現在に至っている。現在の鬼北町の中部に当たり、鬼北盆地の東端に位置する農山村である。
地名としての「泉」の名は泉小学校の名などに継承されている。

## 地理
現在の鬼北町の中部、鬼北盆地東部に位置する。西の近永町から流れてきた三間川と北の三島村から蛇行しつつ流れてきた広見川とが村西端の大字出目字新田で合流し、南に向きを変え、松丸町へと流れる。いずれも四万十川の支流の一つである。小倉付近から広見川の川底平地が発達し、三間川と合流する出目付近は平地が広がっている。東は600mの山々で吉野生村（泉村と同日の1955年3月31日合併し、松野町となった）と接している。西方面の山々は標高300m前後で比較的なだらか。
地名の由来
地域で産する泉貨紙に由来し、将来にわたって水に恵まれるようにとの意味をこめた。
大字「出目」（いずめ）は村名「泉」の転訛と思われる。

## 地域
明治の合併前の村である、小倉（おぐわ）、小西野々（こにしのの）、上川（かみかわ）、岩谷（いわや）、興野々（おきのの）、出目（いずめ）の6か村がそのまま大字となった。昭和の大合併により広見町となってからも続き、平成の大合併で鬼北町になってからも大字は略さず現在に至る（表記例: 鬼北町大字小倉）。
小倉（おぐわ）が役場などのある村の中心であった。

### 行政
役場
大字小倉に置かれていた。

### 学校
村内に中学校は現存せず、小学校が1校現存。
中学校　旧村内に現存しない
- 泉村立泉中学校 → 1972年統合し広見中学校となる

小学校　旧村内に1校現存
- 泉村立泉第一小学校 → 1955年泉小学校となり、1974年小倉小学校を統合し、現存
- 泉村立泉第二小学校 → 1955年小倉小学校となり、1974年泉小学校に統合

## 歴史
古代
- 岩谷から縄文時代のものとみられる石斧等が出土している。
- 興野々からは弥生土器が出土している。

藩政期
- はじめ宇和島藩領。
- 1657年（明暦3年）から伊予吉田藩領。
- 1852年（嘉永5年） - 宇和島藩領の永野市村（ながのいちむら、後に旭村→近永町→広見町（のそれぞれ一部）と変遷）が出目村との境付近に新田開発を行い境界紛争に。
- 1860年（万延元年） - 小倉村で庄屋の統治姿勢に抗議して郡奉行に訴え出る騒動発生。

明治以降
- 1889年（明治22年） 12月15日 - 町村制・市制施行時に、6か村の合併により泉村となる。
- 1923年（大正12年） - 村内を宇和島線が開通（後の予土線）、出目駅開設。
- 1926年（大正15年） - 小倉郵便局開局。
- 1941年（昭和16年） - 小倉郵便局を泉郵便局と改称。
- 1955年（昭和30年） 3月31日 - 近永町、好藤村、愛治村、三島村との合併により広見町となる。

```
泉村の系譜
（町村制実施以前の村）　（明治期）　　　　　　　（昭和の合併）　　　　　（平成の合併）
　　　　　　　　　　　　町村制施行時　　　　　　1955年3月31日　　　　　　2005年1月1日
小倉　　　━━━┓　　　　　　　　　　　　　　　　　合併　　　　　　　　　　合併
小西野々　━━━┫
上川　　　━━━╋━━━━　泉村　━━━━━━┓
岩谷　　　━━━┫　　　　　　　　　　　　　　┃
興野々　　━━━┫　　　　　　　　　　　　　　┃
出目　　　━━━┛　　　　　　　　　　　　　　┃
　　　　　　　　　　　　　　　　　　　　　　　┃
　　　　　　　　　　　　　近永町　━━━━━━╋━　広見町　━━━━━┓
　　　　　　　　　　　　　好藤村　━━━━━━┫　　　　　　　　　　　┃
　　　　　　　　　　　　　愛治村　━━━━━━┫　　　　　　　　　　　┣━　鬼北町
　　　　　　　　　　　　　三島村　━━━━━━┛　　　　　　　　　　　┃
　　　　　　　　　　　　　　　　　　　　　　　　　　日吉村　━━━━━┛

（注記）近永町以下および日吉村の合併以前の系譜はそれぞれの記事を参照のこと。

```

## 産業
農業
米、麦、大豆、小豆、そ菜類、茶などを産する。
漁業
鮎、ウナギ、川ガニなど

## 交通
鉄道
- 予土線 出目駅
私鉄・宇和島鉄道により開業、後に国営化し国鉄宇和島線となり、さらに予土線と改称された。村の西端付近に位置する。

道路
- 蛇行する広見川に沿って村内を貫き上流の日吉村へと至る道路が幹線道路（後の国道320号）。

## 民俗
- 鬼北文楽

## 名所
- 松ノ森城跡